# Chris Brann
Chris Brann, född i Atlanta, Georgia, USA, är en DJ och musikproducent. Han är mest känd för sin singel King of My Castle som han släppte under pseudonymen Wamdue Project, 1997. Låten släpptes från början som en downtempo-låt och 1999 gjorde Roy Malone en houseremix som tog låten till flera topplistor. Låten tog sig bland annat till 1:a plats i UK Singles Chart och Hot Dance Club Songs (Billboard).